# Бугарска армија
Бугарска војска (буг. Българска армия) је оружана формација Републике Бугарске. Главнокомандујући је председник Републике Бугарске Росен Плевнелијев. Министарство одбране је задужено за цивилну контролу и политичку управу, док је Генералштаб задужен за војну управу. Оперативне елементе Војске Бугарске чине: Бугарске копнене снаге, Бугарска морнарица и Бугарске ваздушне снаге.
Слава Бугарске Војске је Свети Ђорђе (6. мај) која је такође и национални празник у Бугарској.
Након што је постала чланица НАТО-а у априлу 2004, Министарство одбране Бугарске је започело план (познат под именом ПЛАН 2004) којим је започет процес смањења, модернизације и реорганизације у Бугарској војсци чиме је број припадника Војске Бугарске смањен на 50.000. Од 1. јануара 2008, одслужење војног рока у Бугарској је укинуто, чиме је Војска Бугарске постала 100% професионална.

## Историја

### Први светски рат
Бугарска је изборила независност од Османског царства 13. јула 1878. године. У јулу 1914. Краљевина Бугарска, под краљем Фердинадом I, бројала је 5.500.000 Бугара и турску мањину, и обухватала је 124.984 km² садашње Бугарске, укључујући и беломорску Тракију (сада у Грчкој). Бугарске територијалне претензије ка Вардарској Македонији (тада у Србији), румунској Добруџи и грчкој западној Тракији су навеле цара Фердинада да се придружи Централним силама, насупрот жељама већине својих проруских поданика. Фердинад је био врховни командант Бугарске војске (Българска войска), са пронемачким генерал-мајором (касније генерал-пуковник) Николом Зековим на челу трупа.
Војска јачине око 390.000 људи је од јануара 1914. организована у Активну армију првог позива (Dejstvujušću armiju) јачине 85.000 људи узраста 21-23 године; Резервну армију другог позива (Резервна армия) јачине 250.000 људи узраста 24-40 година; и Народну милицију (Народно опълчение) трећег и четвртог позива, јачине 54.000 људи узраста 41-44 и 45-46 година. Бугарскаје била подељена у три војна округа: 1. (Софија) - западна Бугарска; 2. (Пловдив) - јужна Бугарска; 3. (Русе) - северна Бугарска; укључујући и 4. (Скопље) у окупираној српској Македонији. Регрутовано је 15 дивизија: две коњичке и тринаест пешадијских (1–13), а 13. пешадијска је постала брдска дивизија у новембру 1916. Дивизије су организоване у четири армије: 1. армија (генерал-пуковник Климент Бојадшијев; 1916. генерал-пуковник Дмитр Гешов; 1918. генерал-пуковник Стефан. Нерезов) у централној Македонији у оквиру армијске групе Макехзен; 2. армија (генерал-пуковник Георги Тодоров; 1917. генерал-мајор Иван Луков) у југоисточној Македонији; 3. армија (1916. ген. Стефан Тошев а после генерал-пуковник Нерезов; 1917. генерал-мајор, касније генерал-пуковник. Сава Савов, после генерал-пуковник, касније генерал Тодоров) у северној Бугарској на граници са Румунијом, од септембра 1916. се спојила са немачким и отоманским трупама у Дунавску армију у румунској Добруџи; 4. армија (1918. генерал-пуковник Савов, а после генерал Тошев) у грчкој западној Тракији. Шест дивизија је служило у немачкој 11. армији у југозападној Србији.
Пешадијска дивизија од 24.000 људи, што је одговарало корпусу у другим војскама, састојала се од две пешадијске бригаде, свака са два пешадијска пука јачине 4.583 војника, који су имали по два батаљона од 1.057 војника (батаљон је имао четири пешадијске чете, свака са по 263 војника), митраљеску чету од 80 људи и радну чету од 180 небораца; коњички батаљон (два ескадрона); један артиљеријски пук са 1.959 људи (три батаљона са три батерије, и једна батерија хаубица); чету пешадијске и чету коњичке војне полиције ([Polska žandarmerija); инжињеријски батаљон (две чете); медицинску чету и чету за снабдевање. Коњичка дивизија је имала две коњичке бригаде, свака са два коњичка пука од 657 људи подељених у четири ескадрона по пуку (ескадрон од 141 војника је имао радни вод небораца, митраљески и три коњичка вода); један пук коњичке артиљерије (три батаљона од три батерије); сигналну, медицинску и чету за снабдевање.
Прва, друга и трећа армија су имале батаљон тешке, тврђавске и брдске артиљерије (са три батерије) и штабне трупе. Постојало је 40 пешадијских пукова првог позива(1-40) и 35 другог позива (41–75), 48 пукова је било у 12 пешадијских дивизија, 24 на окупационим дужностима у Македонији, Моравском региону (источна Србија) и региону Драме (грчка западна Тракија). Тридесет и шест батаљона трећег позива народне милиције (сваки са четири чете јачине 150—250 људи) је такође било на окупационим дужностима, док је 36 милицијских батаљона четвртог позива (сваки са четири чете јачине 100—120 људи) било распоређено на стражарске дужности у Бугарској. Армијски штаб је имао пук Краљевске гардијске коњице (три ескадрона); двадесет и једну чету граничара од 128 људи, које су извучене из локалних пешадијских пукова; железнички батаљон са 534 људи (четири чете); понтонски батаљон са 537 људи (пет чета); батаљон везе са 410 људи (три чете) и мешовити инжињеријски и сигнални батаљон. Армијски ваздухопловни корпус (Vizduhoplavatelna Družina) је имао две ескадриле (1—2), обједињене у ваздухопловни пук јула 1916. године. Мала Бугарска морнарица (Morski Vojski) стационирана у Варни, под командом генерал-мајора Константина Киркова, имала је око 500 људи укрцаних на торпедну топовњачу Na-dieda, шест торпедних чамаца типа Креузо и неколико мањих чамаца у Црноморској и Дунавској флотили, али није имала утицаја на ток рата.
Репутација Бугарске као „Пруске на Балкану“ је пољуљана њеним поразом у Другом балканском рату (1913), и била је потребна директна немачка контрола над половином њених снага како би се одржао борбени дух у Македонији и Добруџи, у рату који није био омиљен међу Бугарима. До јуна 1918. већина немачких јединица је повуче

## Генералштаб
Генералштаб Бугарских оружаних снага се налази у Софији. Тренутно под командом генерала Симеона Симеонова, Генералштаб је задужен за оперативну команду над Војском Бугарске и њеним трију главних видова. Заменици команданта Генералштаба су: контраадмирал Георги Георгиев и генерал Стефан Василов.
Команданти:
- Копнене снаге: генерал-мајор Нејко Ненов
- Ваздушне снаге: генерал-мајор Константин Попов
- Морнарица: контраадмирал Румен Николов

## Копнене снаге
Копнене снаге су функционално подељене у Активне и Резервне снаге.
Активне снаге су углавном задужене за мировне и одбрамбене мисије и у будућности ће бити подељене у Снаге за распоређивање, Снаге за директно деловање и Главне одбрамбене снаге. Резервне снаге састојаће се од Снага за побољшање, Територијалне одбране и Центра за Обуку.
У миру, Копнене снаге обављају уобичајене борбене вежбе и увежбавају борбену готовост. Такође учествују и у мултинационалним војним формацијама задуженим које се ангажују на разним интернационалним жариштима.
У случају кризе, главни задатак Копнених снага је у облику противтерористичке борбе и и одбрани важних стратешких објеката (попут нуклеарних електрана и главних индустријских објеката) и подршка снагама безбедности у уклањању оружја за масовно уништење и борби против илегалне трговине оружјем као и у борби против глобалног тероризма.
У случају војног сукоба слабог и средњег интензитета, Активне снаге као део Копнених снага учествују у задацима одбране националног суверенитета и територијалног интегритета државе.
У случају војног сукоба високог интензитета, Копнене снаге, заједно са Ваздушним снагама и Морнарицом, од одбрамбених снага Бугарске Војске се оријентишу на уништавање агресора и заштиту територијалног интегритета и суверенитета Бугарске.
Бугарске Копнене снаге су постале потпуно професионалне 1. јануара 2008, укидањем обавезног служења војног рока. Бугарске Ваздушне снаге као и Морнарица већ одавно су биле професионалне.

### Национална гарда
Национална гарда Бугарске је наследник персоналне гарде кнеза Александра I, основане 1879. године. 12. јула гарда је први пут била задужена у заштити бугарског кнеза. Због тога је 12. јули дан бугарске Националне гарде. Кроз године реорганизација Гарда се мењала од конвојског сквадрона, пука и све до 1942. када је постала дивизија. Данас је чине почасна гарда и војни оркестар.
2001, Национална гарда је призната као званична војна јединица Војске Бугарске и као симбол државног ауторитета заједно са заставом, грбом и химном.

### Наоружање

#### Пешадијско наоружање
- аутоматске пушке АР-М1 - Бугарска верзија АК-47
- РПГ-7
- Драгунов снајперске пушке

#### Тенкови и Борбена возила
- 160 тенкова Т-72М1/Т-72М2 (још око 200 тенкова у резерви)
- 150 тенкова Т-55АМ2 (већином у резерви, део се користи за обуку)
- 12 извиђачких оклопних аутомобила БРДМ-2
- 24 противоклопна аутомобила БРДМ-2 Конкурс наоружаних са по 4 ракете 9M113 Конкурс
- 93 борбених возила пешадије БМП-23
- 80 борбених возила пешадије БМП-1
- 433 оклопних транспортера БТР-60
- 817 оклопних транспортера МТ-ЛБ (Бугарске производње)
- 50 оклопних аутомобила Хамер (у употреби у Ираку и Авганистану)
- 7 оклопних аутомобила М1117
- ТВ-62М тенкови за извлачење

#### Артиљерија
- 218 самоходних вишецевних лансера ракета 122mm БМ-21 „Град"
- 190 топова 152mm Д-20
- 70 топова-хаубица 122mm М-30
- 73 топова хаубица 130mm М-46
- 506 самоходних хаубица 122mm 2С1 Гвоздика
- 20 самоходних хаубица 152mm 2С3 Акација
- 359 самоходних хаубица 120mm 2С11
- 247 самоходних минобацача 120mm 2С12
- 68 самоходних тенколоваца 100mm СУ-100 (у резерви)
- 126 противтенковских топова 100mm МТ-12

#### Противваздушна одбрана
- ракетни систем ПВО С-75 „Дивна"
- ракетни систем ПВО С-125 Нева (око 30 лансирних јединица)
- ракетни систем ПВО С-200 (1 батаљон))
- ракетни систем ПВО 2К12 Куб (око 20 лансирних јединица)
- ракетни систем ПВО 9К33 Оса (око 24 лансирних јединица)
- ракетни систем ПВО 9К31 Стрела-1 (у резерви)
- ракетни систем ПВО 9К35 Стрела-10 (око 20 лансирних јединица)
- ракетни систем ПВО С-300 (2 батерије са по 5 лансирних јединица)
- самоходни противавионски топ ЗСУ-57-2 (у резерви)
- самоходни противавионски топ ЗСУ-23-4 (27)
- противавионски топ ЗУ-23-2 (128)
- противавионски топ С-60 (90)

#### Балистички ракетни системи
- 18 лансера и око 36 ракета балистичког ракетног система ОТР-21 Точка

## Морнарица
Морнарица је прошла кроз велику реформу како би Бугарске оружане снаге биле на нивоу НАТО стандарда. Због тога су четири борбене подморнице (укључујући Славу) усидрене и биће оперативне само кратак период. Само модерније фрегате, корвете и ракетне крстарице су задржане у активној употреби.
у намени да испуни неколико захтева НАТО-а, 2005, Бугарска влада је од Белгије купила фрегату класе Wielingen и Wandelaar (F-912). 2006, следећи одлуку бугарског парламента, брод Друзки је учествовао у мисији Уједињених нација у Либану (УНИФИЛ), патролирајући територијалним водама Либана под немачком командом. Ово је био први пут да Бугарска Морнарица учествује у интернационалној мировној операцији. Бугарска влада намерава да ускоро купи још две фрегате класе Wielingen ([F-910] и [F-911] ће бити испоручени до лета 2008). Такође је наручен и један миноловац.
Бугарска морнарица је централизована у две главне морнаричке базе. Једна се налази близу Варне, док је друга Атија, која се налази близу града Бургас.

### Флота

#### Фрегате
- Wielingen класа
  - 41 "Дръзки"
  - 42 "Верни"
  - 43 "Горди"
- Кони класа
  - 11 "Смели"

#### Корвете
- Паук класа
  - 13 "Решителни"
  - 14 "Бодри"
- Тарантула класа
  - 101 "Мълния"

#### Ракетне топовњаче
- Оса калса (3)

#### Подморнице
- Ромео калса
  - 84 "Слава"

### Морнаричка авијација
У овом моменту, морнаричку авијацију чини 12 противподморничких/спасилачких хеликоптера Ми-14ПЛ који су базирани близу Варне. 6 хеликоптера Еурокоптер Пантер, такође морнаричке намене ће ускоро постати део морнаричке авијације.

## Ваздушне снаге
Тренутно офанзивне и дефанзивне снаге Бугарских Ваздушних Снага су наоружане углавном авионима МиГ-21, МиГ-29 и Су-25. Око 16 ловаца МиГ-29 је модернизовано на НАТО стандарде. Први модернизован авион је стигао 29.11.2007, а последњи 9.3. исте године. За отприлике две године, влада ће расписати међународни тендер за набавку 16 модерних вишенаменских ловаца. Главни фаворити су Еурофајтер, Француски Рафал, Шведски ЈАС 39 Грипен и Амерички  и F-18. 2006. Бугарска влада је склопила уговор са Италијанском фирмом Алениа Аеронаутикалс о набавци пет транспортних авиона Ц-27Ј Спартан као замену за застареле авине Ан-24 и Ан-26. Први Спартан је испоручен 2007, а остатак ће бити испоручен до 2011.
Први модерни хеликоптери западне производње набављени су 2005 и засада их је стигло 7. За две-три године Бугарско ратно ваздухопловство ће имати 12 Еурокоптер Кугар хеликоптера (8 транспортних и 4 спасилачка). До тада Бугарско ратно ваздухопловство ће морати да се ослони на хеликоптере Ми-17 и Ми-24. Недавно, министарство одбране је потписало уговор са Елбит Системсом за модернизацију 12 Ми-24 и 6 Ми-17 хеликоптера.
Родови ваздухопловства су: ловачка авијација, јуришна авијација, извиђачка авијација и транспортна авијација, јединице противваздушне одбране, радио-техничке јединице, комуникационе јединице, радио-техничке јединице за подршку, логистичке и медицинске јединице.

### Ваздухоплови
Са изузетком мале морнаричке хеликоптерске флоте, Ваздушне снаге су задужене за све војне ваздухоплове у Бугарској. Ваздухопловство поседује око 124 ваздухоплова, који чини 46 борбених авиона и 42 хеликоптера. Авиони западне производње су тек почели да улазе у употребу, којих за сада има већ 13.

#### Борбени и наоружани авиони
- МиГ-21
  - МиГ-21 Бис (ловац) - 18
  - МиГ-21 УМ (наставни ловац) - 3
- МиГ-29
  - МиГ-29 (ловац) - 16
  - МиГ-29 УБ (наставни ловац) - 4
- Су-25
  - Су-25 (јуришник) - 35
  - Су-25 УБ (наставни јуришник) - 4
- Аеро Л-39 Албатрос
  - Л-39ЗА (школско-борбени млазњак) - 12
- Пилатус ПЦ-9 -12
  - ПЦ-9М -
  - Г-4т (тегљач) - 2
  - Г-4М (прототип) - 1

##### Транспортни авиони
- Ан-24 (транспортни авион) - 2
- Ан-26 (транспортни авион) - 3
- Ан-30 (специјални авион) - 1
- Лет Л-410 (транспортни авион) - 2
- Пилатус ПЦ-12 (транспортни авион) - 1
- Алениа Ц-27Ј Спартан (транспортни авион) - 1 (још 4 ће ускоро бити испоручена)

##### Хеликоптери
- Ми-8
  - Ми-17 (транспортни хеликоптер) - 18
- Ми-24
  - Ми-24 Д (десантно-борбени хеликоптер) - 12
  - Ми-24 В (десантно-борбени хеликоптер) - 6
- Еурокоптер Кугар
  - АС532 (транспортни хеликоптер - 7 (још 5 ће ускоро бити испоручено)
- Бел 206 (лаки вишенаменски хеликоптер) - 6